# Stazione di Stroncone
Stazione di Stroncone vasútállomás Olaszországban, Umbria régióban, Stroncone településen.

## Vasútvonalak
Az állomást az alábbi vasútvonalak érintik:
- Terni–Sulmona-vasútvonal

## Kapcsolódó állomások
A vasútállomáshoz az alábbi állomások vannak a legközelebb: 
- Stazione di Marmore